# Ursula Cavalcanti
Ursula Cavalcanti, pseudonimo di Patrizia Grazzini (Fiesole, 29 novembre 1965 – Firenze, 22 settembre 2005), è stata un'attrice pornografica italiana.

## Biografia

### Carriera
Ursula Cavalcanti alternò l'attività di attrice pornografica a quella di dirigente dell'azienda metalmeccanica del marito Giovanni, con cui si era sposata nel 1989.
Iniziò la carriera nei club privé e successivamente diventò spogliarellista. Dopo l'esordio nel 1997 nel film Le due anime di Ursula di Marzio Tangeri, conobbe il regista Silvio Bandinelli e con lui girò Mamma, Cuba, Macbeth, Grazie zia, Anni di piombo (uno dei primi film pornografici italiani dei quali fu possibile per gli appassionati seguire il backstage via web) e Festival, il quale suscitò molto scalpore per l'ambientazione nel Festival di Sanremo. Sempre per Bandinelli fu anche protagonista di Grazie zia; la pellicola però secondo Gaetano Cappelli risultò meno cool dell'omonima commedia erotica che ebbe invece per protagonista Lisa Gastoni. Successivamente lavorò per altri importanti registi del genere pornografico, come Mario Salieri, Jenny Forte e Steve Morelli.
Nel 1997 venne premiata a Pistoia con Antonella Del Lago per la miglior scena lesbo nel film Le due anime di Ursula del regista Silvio Bandinelli.

### Morte
Nell'agosto del 2005 le venne diagnosticato un tumore ai polmoni. Morì dopo appena un mese, per improvvise complicazioni della malattia.

## Filmografia

### Attrice
- Le due anime di Ursula, regia di Marzio Tangeri
- Mamma, regia di Silvio Bandinelli
- Anni di piombo, regia di Silvio Bandinelli
- Macbeth, regia di Silvio Bandinelli
- Storie di ordinaria follia, regia di Marco Trevi
- Ursula e le collegiali, regia di Jenny Forte
- Ursula e le forze armate, regia di Ursula Cavalcanti
- Tutto in una notte, regia di Jenny Forte
- Sesso pericoloso, regia di Steve Morelli
- Il re di Napoli, regia di Max Bellocchio
- Puttane si nasce, regia di Jenny Forte
- La Polizia ringrazia, regia di Silvio Bandinelli
- Pericolosamente sola, regia di Steve Morelli
- Nosferatu, regia di Jenny Forte
- Nemiche ... amiche, regia di Steve Morelli
- Grazie zia, regia di Silvio Bandinelli
- Gioventù bruciata, regia di Silvio Bandinelli
- Festival!, regia di Silvio Bandinelli
- Fiche d'Italia
- Affari di sorelle, regia di Michael Bernini
- Io Ursula Cavalcanti, regia di Mario Salieri
- Ursula e La terza età, regia di Mario Salieri
- Cosce chiuse spalancate, regia di Steve Morelli

### Regista
- Confessions intimes d'une prostituée (2001)
- Vita da squillo (come Giò Cavalcanti) (2005)